# Église de Kihniö
L'église de Kihniö (en finnois : Kihniön kirkko) est une église luthérienne construite à  Kihniö en Finlande,.

## Présentation
L'église de Kihniö est une longue église en bois construite entre 1915 et 1917. 
Les plans de l'église ont été conçus par l'architecte Ilmari Launis.
L'inauguration a lieu le 22 juillet 1917.
L'édifice mesure 25 mètres de long, 15 mètres de large et 15 mètres de haut. 
Au fond de l'église, du côté de l'autel, se trouve la sacristie, légèrement plus basse que le reste du bâtiment de l'église. À l'autre extrémité, il y a des petits vestibules des deux côtés par lesquels se fait l'entrée de l'église.
Le retable est peint en 1938 par Germund Paaer. 
Son thème est tiré de l'Apocalypse: « Voici, je me tiens à la porte, et je frappe » (Ap 3,20).
Le premier orgue a été acheté en 1939. Il s'agissait d'un orgue à 13 jeux fabriqué par la fabrique d'orgues de Kangasala. 
L'orgue actuel compte 19 voix et a été acquis en 1984 auprès de la fabrique d'orgues Tuome de Sotkamo.